# 金滩乡
金滩乡，是中华人民共和国青海省海北藏族自治州海晏县下辖的一个乡镇级行政单位。

## 行政区划
金滩乡下辖以下地区：
岳峰村、金滩村、东达村、海东村、姜柳盛村、新泉村、光明村、道阳村和仓开村。